# Seznam norveških igralcev
Seznam norveških igralcev.

## A
- Hauk Aabel
- Atle Antonsen
- Lars Arentz-Hansen
- Gisken Armand
- Trond Fausa Aurvåg

## B
- Håvard Bakke
- Sølje Bergman
- Liv Bernhoft Osa
- Torstein Bjørklund

## C
- Mathias Calmeyer
- Emilie Stoesen Christensen
- Per Christensen
- Anders Baasmo Christiansen
- Kåre Conradi

## D
- Ane Dahl Torp
- Ingvild Deila

## E
- Harald Eia
- Per Christian Ellefsen
- André Eriksen

## F
- Kristian Fr. Figenschow jr.
- Per Frisch
- Charlotte Frogner

## H
- Torbjörn Harr
- Kyrre Hellum
- Aksel Hennie
- Kristofer Hivju
- Stig Henrik Hoff
- Ellen Horn

## J
- Anne Marit Jacobsen
- Ine F. Jansen
- Dina Jewel
- Kristoffer Joner

## K
- Nils Jørgen Kaalstad
- Thoralf Klouman
- Georg Herman Krohn

## L
- Jørgen Langhelle
- Birgitte Larsen
- Arnhild Litleré
- Synnøve Macody Lund

## M
- Vidar Magnussen
- Natassia Malthe
- Henriette Marø
- Henrik Mestad

## N
- Petter Næss
- Arne Lindtner Næss
- Lachlan Nieboer
- Rolf Just Nilsen
- Trond Nilssen
- Sven Nordin

## O
- Jon Øigarden
- Jørn Ording
- Sverre Anker Ousdal

## P
- Mads Sjøgård Pettersen

## R
- Henrik Rafaelsen
- Alexander Rybak
- Inger Lise Rypdal

## S
- Oda Schjøll
- Trond Espen Seim
- Linn Skåber
- Robert Skjærstad
- Kristin Skogheim
- Pernille Sørensen
- Henriette Steenstrup
- Marit Synnøve Berg

## U
- Liv Ullmann

## V
- Oddrun Valestrand

## W
- Frode Winther
- Ida Holten Worsøe

## Z
- Radovan Zupan ?